# Entangled (Genesis)
Entangled/Ripples è un singolo del gruppo musicale britannico Genesis,   estratto dall'album A Trick of the Tail e pubblicato nel 1976.

## Brani
Entangled è un brano prevalentemente acustico, composto da Steve Hackett e Tony Banks insieme a Mike Rutherford, il quale però non è stato mai accreditato. Secondo Hackett, Rutherford avrebbe creato il giro di chitarra della coda, quella con il lungo solo di tastiera, contributo di grande importanza che lui ha definito "fondamentale". Hackett ha composto l'intro, le strofe e il testo, mentre Banks il ritornello.
Ripples è costituita da due parti principali: una ballata scritta e composta da Rutherford, e una sezione centrale, dominata dal pianoforte, composta da Banks.

## Tracce
Lato A
1. Entangled – 3:24 (testo: Steve Hackett – musica: Steve Hackett, Tony Banks, Mike Rutherford (non accreditato))

Lato B
1. Ripples – 3:45 (testo: Mike Rutherford – musica: Mike Rutherford, Tony Banks)

## Formazione

### Entangled
- Phil Collins – voce
- Steve Hackett – chitarra elettrica, autoharp
- Mike Rutherford – chitarra acustica a 12 corde, bass pedal, voce
- Tony Banks – chitarra acustica, sintetizzatori, mellotron, voce

#### Ripples
- Phil Collins - voce, batteria, percussioni
- Mike Rutherford - chitarra acustica a 12 corde, basso elettrico
- Steve Hackett -  chitarra a 12 corde, chitarra elettrica
- Tony Banks - Steinway grand piano, organo Hammond, sintetizzatori